# 莎拉·蒂斯黛尔
莎拉·蒂斯黛尔（1884年8月8日—1933年1月29日），美国近代抒情女诗人。出生于美国密苏里州圣路易斯。原名莎拉·特雷弗·蒂斯黛尔（Sara Trevor Teasdale），1914年结婚后更名为莎拉·蒂斯黛尔·菲尔辛格（Sara Teasdale Filsinger）。以简练明晰的风格、古典高雅的形式和浪漫多情的主题著称于世。1933年服用过量安眠药自杀身亡。

## 生平

### 早年
蒂斯黛尔出生于1884年8月8日。幼年时期身体孱弱，经常患呼吸系统疾病。由于健康原因，主要接受的是家庭教育，十岁时才开始上学。之后她先后进入洛克伍德夫人学校（Mrs. Lockwood's School）和玛丽学院（Mary Institute）就读，1899年转入Hosmer Hall女子学院，1903年毕业。

### 诗人生涯
1907年，蒂斯黛尔的第一首诗发表在当地报刊《Reedy's Mirror》上。她的第一本诗集《给杜斯的十四行诗及其它》（Sonnets to Duse and Other Poems）也在同年出版。第二本诗集《特洛伊的海伦及其他》（Helen of Troy and Other Poems）于1911年出版。这本诗集受到好评，评论赞扬其抒情技巧及浪漫的主题。第三本诗集《百川归海》（Rivers to the Sea）出版于1915年。诗集非常畅销，并且再版多次。其诗集《恋歌》（Love Songs，出版于1917年）于1918年获得普利策奖，这使得“从诗人协会获取津贴成为可能”。主办单位现在将蒂斯黛尔列为最早的普利策诗歌奖（1922年设立）得主。

### 婚姻生活
1911年到1914年，有几位男士向蒂斯黛尔求婚，包括诗人韦切尔·林赛。林赛真正爱上了他，但恐无力为她提供足够的金钱和稳定让她满意。蒂斯黛尔于1914年12月19日嫁给了一位长期仰慕其诗歌的商人恩斯特·菲尔辛格（Ernst Filsinger）。1916年，两人搬到纽约市上西城中央公园西路的一所公寓中。
菲尔辛格做生意经常出差，让蒂斯黛尔倍感孤独。1929年，她在各州之间移居生活三个月，以满足申请离婚的条件。她不想告知菲尔辛格，但因为要办理离婚手续，在其律师再三敦促下才告知对方。菲尔辛格感到震惊和不解。离婚后，她从老房子仅搬离两个街区，并与韦切尔·林赛重叙友谊，而此时的他已为人父。

### 自杀猜测
1933年，蒂斯黛尔服用过量的安眠药自杀身亡，时年48岁。而林赛在两年前也已自杀。死后她被埋葬在圣路易斯的贝尔方丹公墓。
蒂斯黛尔的诗作《I Shall Not Care》因其低沉哀婉的情调被外界推测是她的遗书。传言称这首诗（对遗弃、痛苦和死亡主题的思考）是作者为旧情人写作的遗书。不过，实际上这首诗出自蒂斯黛尔1915年发表的诗集《百川归海》中，在她自杀整整18年前。
I Shall Not Care
WHEN I am dead and over me bright April
Shakes out her rain-drenched hair,
Tho' you should lean above me broken-hearted,
I shall not care.
I shall have peace, as leafy trees are peaceful
When rain bends down the bough,
And I shall be more silent and cold-hearted
Than you are now.

## 影响
- 蒂斯黛尔于1920年发表的诗集《火焰与阴影》（Flame and Shadow）中的《细雨即将来临（英语：There Will Come Soft Rains）》给了科幻作家雷·布莱伯利以启发并使其创作出了同名短篇小说（英语：There Will Come Soft Rains (short story)）。

- 1967年，汤姆·拉普（英语：Tom Rapp）和Pearls Before Swine（英语：Pearls Before Swine (band)）乐队在乐队首张专辑One Nation Underground（英语：One Nation Underground (Pearls Before Swine album)）中演唱了《I Shall Not Care》的音乐版。

- 1994年，蒂斯黛尔的名字进入了圣路易斯名人街（英语：St. Louis Walk of Fame）[7]。

- 2010年，作品首次在意大利出版。

- 2013年5月，诗作《Like Barley Bending》的中文版《大麦歌》[8]在中国大陆網路走红，据传为朱令铊中毒事件中的受害者朱令高中时期的译作[9]，但实际译者应是台湾作家李敖。[10]